# بدوستمون ثنائي التفرع
بدوستمون ثنائي التفرع أو عشبة النهر ثنائية التفرع (الاسم العلمي:Podostemum dichotomum) هو نوع من النباتات يتبع جنس البدوستمون من الفصيلة البدوستمونية.